# Pandangan Kulon
Pandangan Kulon is een bestuurslaag in het regentschap Rembang van de provincie Midden-Java, Indonesië. Pandangan Kulon telt 3543 inwoners (volkstelling 2010).